# 杜桓 (永樂進士)
杜桓（14世紀—15世紀），字宗表，浙江金華府金華縣人，明朝政治人物。

## 生平
杜桓是永樂六年（1408年）的舉人，九年（1411年）成進士，獲授趙府紀善，悉心教導趙王朱高燧，趙王打算上奏讓他擔任長史，他婉拒後致仕回鄉。
杜桓為文典雅，詩歌超群脫俗，後人戚雄形容他：「桓學識醇正，制行剛介，可備經筵勸講，及國學模範。」因為朝廷多忌者，終生不太顯要。

## 引用
1. 1 2  光緒《金華縣志·卷九·人物第三》：杜桓，字宗表，幼穎敏，博極羣書，永樂七年【九年】進士。授趙府紀善，悉心翊導，知無不言，王禮遇之不名，欲奏為長史，懇辭不就致仕歸。為文典雅，詩尤俊逸，戚雄云：「桓學識醇正，制行剛介，可備經筵勸講，及國學模範。」以當路多忌之者，卒不大顯云。 舊志
2. ↑  光緒《金華縣志·卷六·人物第三》：（永樂）六年戊子（舉人）……杜桓 九年辛卯蕭時中榜，按己丑會試因北征，廷試展期九年辛卯 杜桓 有傳